# Katsuhiro Shiratori
Katsuhiro Shiratori em japonês:白鳥 勝浩;(Saitama, 29 de outubro de 1976) é um ex-voleibolista indoore atualmente jogador de vôlei de praia japones.

## Carreira
Em 1993 atuava no voleibol indoor e foi terceiro colocado no 24º Campeonato Nacional de Seleções de Voleibol do Ensino Médio, sagrando-se campeão na edição do ano seguinte, sendo selecionado  de todos os colégios do país para excursão em Atlanta em 1994, com Yoichi Kato, entre outros, terminou em terceiro no no Campeonato Intercolegial, no ano seguinte oitavo lugar no 48º Campeonato Intercolegial, sendo vice-campeão na edição do Campeonato Nacional Universitário em 1996 e em 1998 oitava posição no Campeonato Intercolegial Nacional.
Desde 1998 é praticamente do vôlei de praia conquistando o título do Campeonato Universitário de Vôlei de Praia neste mesmo ano.Estreou em Acapulco no Circuito Mundial de 1999 com Shōji Setoyama.No ano 200o competiu no Circuito da AVP e em 2001 formava dupla com Satoshi Watanabe
Em 2005 jogou com Taichi Morikawa, na mesma temporada inicia dupla com Kōichi Nishimura e jogam até 2006., quanda muda de parceiro, e compõe dupla com Kentaro Asahi permanecendo até a edição dos Jogos Olímpicos de Verão de 2008 em Pequim, desfazendo a dupla após 2010.Com Keisuke Imai permanece até 2011, retomando a parceria com Kentaro Asahi na edição dos Jogos Olímpicos de Verão de 2012 em Londres.
Em 2014 atuava como técnico da seleção japonesa de vôlei de praia e renunciou ao cargo de presidente do comitê olímpico.
Em 2019 com Jumpei Ikeda conquistou o título do torneio uma estrela de Boracay, representará o país ao lado de Yusuke Ishijima nos Jogos Olímpicos de Verão de 2020.

## Títulos e resultados
- Torneio 1* de Borocay do Circuito Mundial de Vôlei de Praia:2019
- Aberto de Marseille do Circuito Mundial de Vôlei de Praia:2007